# Perga christii
Perga christii – gatunek błonkówki z rodziny Pergidae.

## Taksonomia
Gatunek ten został opisany w 1880 roku przez Johna Westwooda. Jako miejsce typowe podano okolice Rzeki Łabędzia w Australii Zach. Syntypem była samica.

## Zasięg występowania
Australia. Notowany w stanach Queensland, Australia Zachodnia oraz, być może, w Wiktorii.